# Crocidura whitakeri
La musaraña magrebí (Crocidura whitakeri) es una especie de mamífero soricomorfo de la familia Soricidae. Esta especie fue ubicada tradicionalmente como una subespecie de Crocidura suaveolens y separada definitivamente como especie por I . Vesmanis en 1976.

## Descripción
Sorícido de pequeño tamaño, con la cabeza voluminosa y orejas grandes. Antitrago muy grande y redondeado, con una franja de pelos largos y largas vibrisas faciales. Pelaje corto y suave de color gris claro en el dorso y blanco en el vientre y en las patas. Son frecuentes los ejemplares albinos.

## Distribución
Especie endémica del Magreb, se distribuye desde el sur de Marruecos a lo largo de la vertiente atlántica y mediterránea. Desde Melilla (España) hasta Argelia y Túnez. Vive en simpatría con Crocidura russula.

## Hábitat
Ocupa zonas esteparias y subdesérticas, desde dunas litorales a límites del desierto del Sahara, alcanza los 1800 metros de altitud en el Atlas. Como otras especies del género Crocidura, la dieta está compuesta por invertebrados terrestres, insectos y arácnidos.

## Depredación
La lechuza común, (Tyto alba), es el depredador habitual de la especie.

## Amenazas
La pérdida de hábitat y su contaminación debida a las prácticas agrícolas, son los factores más importantes de amenaza para la especie.